# Калпепер (Вірджинія)
Калпепер (англ. Culpeper) — місто (англ. town) в США, в окрузі Калпепер штату Вірджинія. Населення — 20 062 особи (2020). У місті розміщується адміністрація округу Калпепер.

## Географія
Калпепер розташований за координатами 38°28′13″ пн. ш. 78°0′10″ зх. д. / 38.47028° пн. ш. 78.00278° зх. д. (38.470149, -78.002808).  За даними Бюро перепису населення США в 2010 році місто мало площу 17,52 км², з яких 17,40 км² — суходіл та 0,12 км² — водойми. В 2017 році площа становила 18,94 км², з яких 18,83 км² — суходіл та 0,11 км² — водойми.

### Клімат
| Клімат : Калпепер       | Клімат : Калпепер | Клімат : Калпепер | Клімат : Калпепер | Клімат : Калпепер | Клімат : Калпепер | Клімат : Калпепер | Клімат : Калпепер | Клімат : Калпепер | Клімат : Калпепер | Клімат : Калпепер | Клімат : Калпепер | Клімат : Калпепер | Клімат : Калпепер |
| Показник                | Січ.              | Лют.              | Бер.              | Квіт.             | Трав.             | Черв.             | Лип.              | Серп.             | Вер.              | Жовт.             | Лист.             | Груд.             | Рік               |
| Абсолютний максимум, °C | 26,7              | 28,9              | 32,8              | 35,0              | 37,8              | 39,4              | 41,7              | 38,9              | 38,9              | 37,2              | 30,0              | 26,1              | 41,7              |
| Середній максимум, °C   | 7,2               | 9,4               | 15,6              | 21,1              | 26,1              | 30,0              | 32,2              | 30,6              | 27,2              | 21,1              | 15,0              | 8,9               | 20,4              |
| Середній мінімум, °C    | −3,9              | −2,2              | 1,1               | 6,1               | 11,1              | 16,1              | 18,9              | 17,8              | 14,4              | 7,2               | 2,8               | −1,7              | 7,4               |
| Абсолютний мінімум, °C  | −25,6             | −22,8             | −15               | −7,8              | −2,2              | 2,8               | 8,9               | 6,7               | −0,6              | −7,8              | −14,4             | −21,1             | −25,6             |
| Норма опадів, мм        | 83                | 75                | 90                | 84                | 110               | 112               | 107               | 105               | 111               | 97                | 94                | 80                | 1148              |
| ----------------------- | ----------------- | ----------------- | ----------------- | ----------------- | ----------------- | ----------------- | ----------------- | ----------------- | ----------------- | ----------------- | ----------------- | ----------------- | ----------------- |
| Джерело:                |                   |                   |                   |                   |                   |                   |                   |                   |                   |                   |                   |                   |                   |

## Демографія
Згідно з переписом 2010 року, у місті мешкало 16 379 осіб у 5772 домогосподарствах у складі 3861 родини. Густота населення становила 935 осіб/км².  Було 6271 помешкання (358/км²).
Расовий склад населення:
| - 61,5 % — білих - 21,9 % — чорних або афроамериканців - 2,1 % — азіатів - 0,6 % — корінних американців - 0,1 % — вихідців з тихоокеанських островів - 9,8 % — осіб інших рас |

До двох чи більше рас належало 4,0 %. Частка іспаномовних становила 17,0 % від усіх жителів.
За віковим діапазоном населення розподілялося таким чином: 29,4 % — особи молодші 18 років, 60,6 % — особи у віці 18—64 років, 10,0 % — особи у віці 65 років та старші. Медіана віку мешканця становила 31,9 року. На 100 осіб жіночої статі у місті припадало 94,3 чоловіків;  на 100 жінок у віці від 18 років та старших — 90,8 чоловіків також старших 18 років.
Середній дохід на одне домашнє господарство  становив 70 963 долари США (медіана — 57 551), а середній дохід на одну сім'ю — 82 779 доларів (медіана — 65 000). Медіана доходів становила 51 291 долар для чоловіків та 38 832 долари для жінок. За межею бідності перебувало 13,6 % осіб, у тому числі 15,4 % дітей у віці до 18 років та 5,6 % осіб у віці 65 років та старших.
Цивільне працевлаштоване населення становило 7515 осіб. Основні галузі зайнятості: освіта, охорона здоров'я та соціальна допомога — 29,3 %, науковці, спеціалісти, менеджери — 11,5 %, роздрібна торгівля — 11,2 %.

## Історія
1748 року, після утворення округу Калпепер, вірджинська Палата Бюргерів 22 лютого 1759 проголосувала за заснування міста Феірфакс, на честь Томаса Феірфакса, 6-о лорда Феірфакс оф Кемерон, власника великого маєтку на північ від річки Раппаханок.
Спочатку місто складався з десяти кварталів, які останнім часом представляють собою старе місто Калпепер. 1795 року в місті з'явилася пошта з назвою Калпепер Корт Хаус, однак на картах воно позначалося, як Феірфакс. Довгий час існувала плутанина зважаючи на відмінність офіційної та поштової назви, а також через існування міста Феірфакс Корт Хаус і Феірфакс-Стейшн в окрузі Феірфакс. Проблема була вирішена 1869 року, коли Вірджинська палата представників офіційно перейменувала місто в Калперер.
Під час війни за незалежність у місті був сформований загін ополчення, який розміщувався в Клейтонс-Олд-Філд, зараз Йовелл-Мидоу-Парк.
У першій половині XIX століття в місті жив Емброуз Повелл Хілл (1785—1858), мировий суддя, шериф та легіслатор округу.

## Галерея

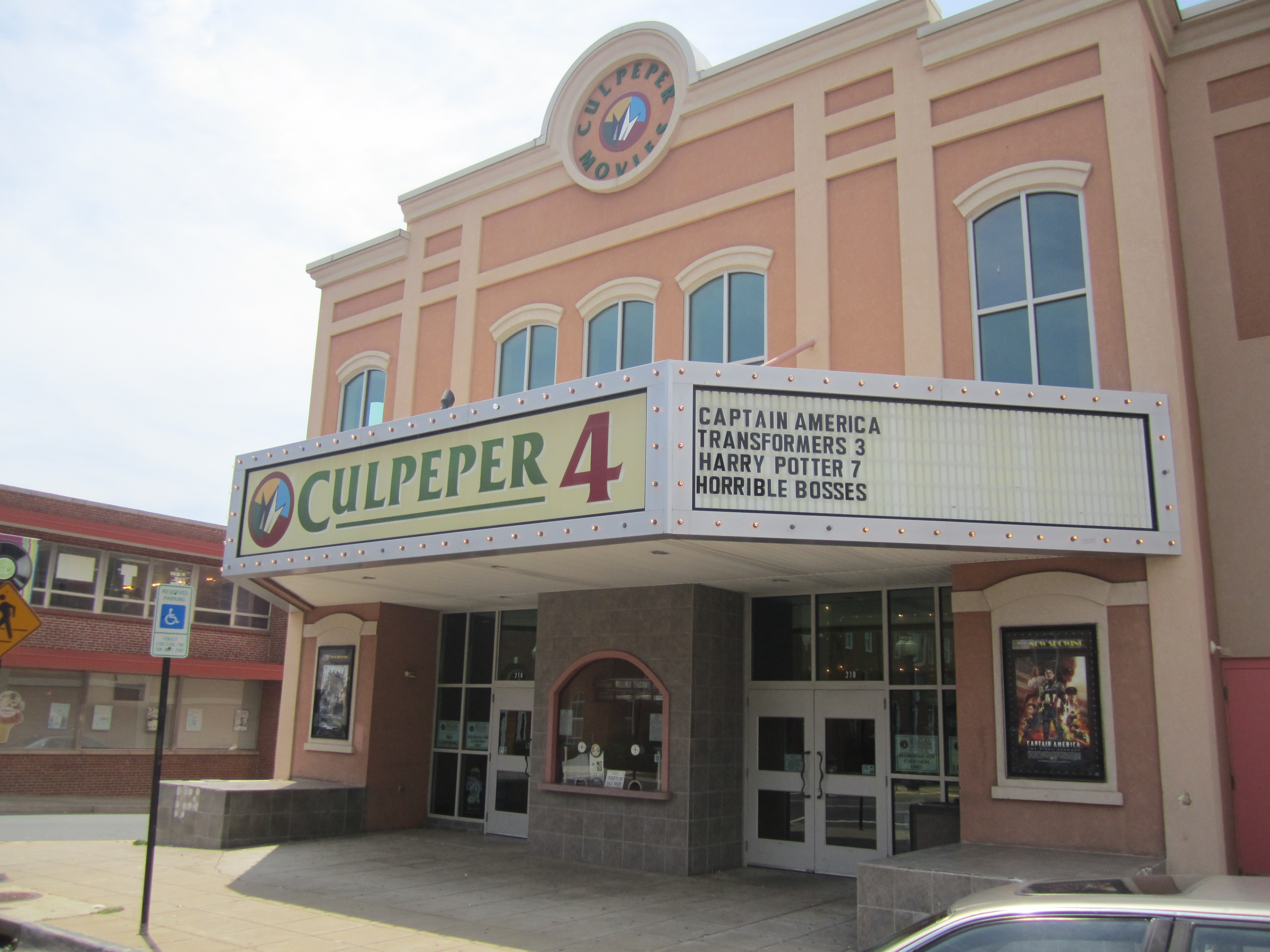
Міський театр
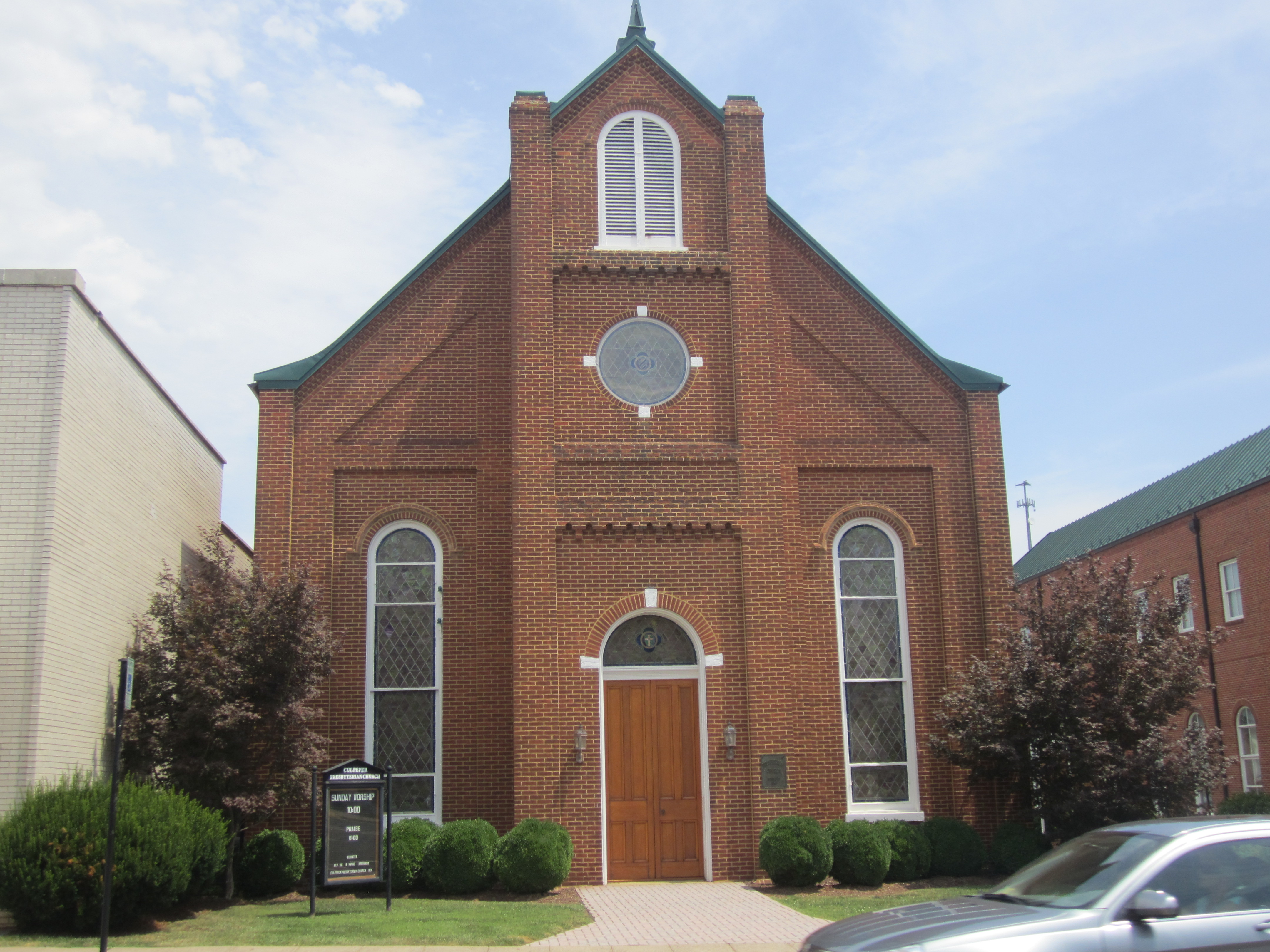
Пресвітеріанська церква
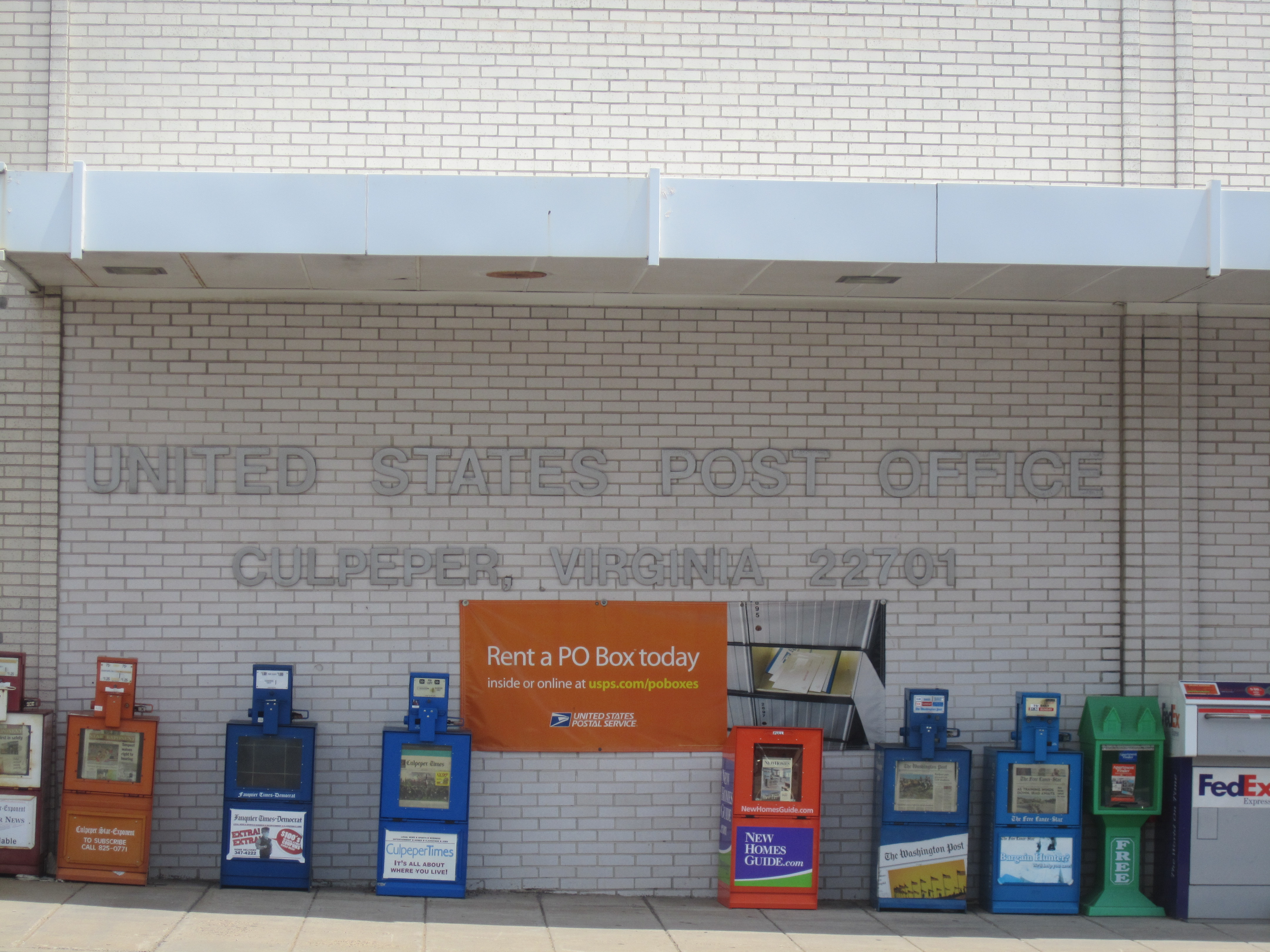
Пошта
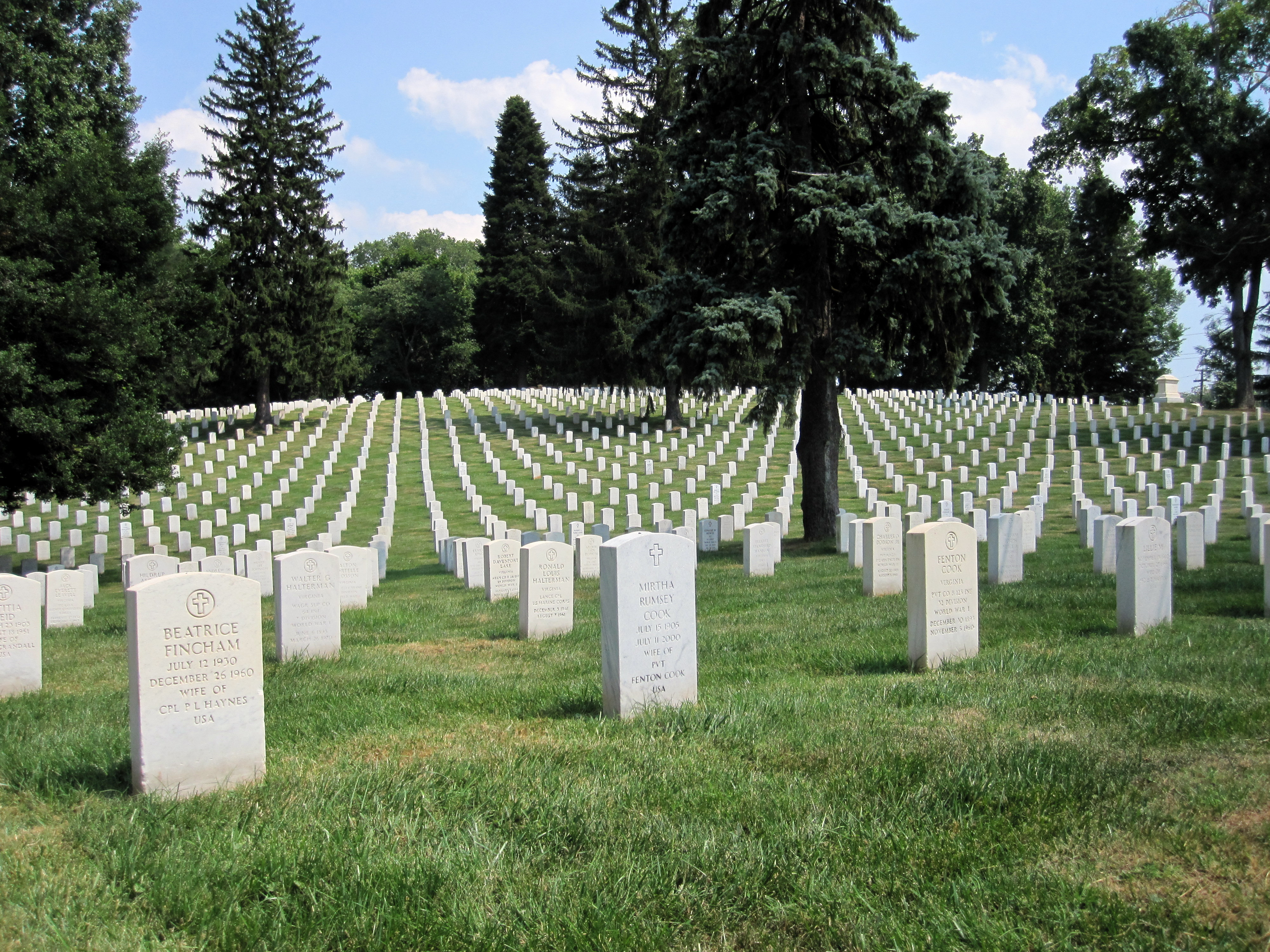
Національне кладовище